# 逢うには、遠すぎる
『逢うには、遠すぎる』（あうには、とおすぎる）は、日本のハードボイルド・推理作家北方謙三の長編ハードボイルド小説、恋愛小説。
物語は主人公・上杉の一人称で語られる。

## あらすじ
前妻・杏子が麻薬がらみの抗争に巻き込まれていることを知ったカメラマン・上杉竜二は、アメリカへ飛ぶ。そこで渦巻く謀略、上杉は杏子を思う気持ちを胸に抱き、その中へ飛び込んでゆく。

## 備考
- 本作では銃撃戦のほかにカーチェイスシーンがあるが、執筆当時の北方は自動車運転免許を持っていなかった。

## 出版履歴
- 1983年9月 集英社より書き下ろし単行本刊行。
- 1986年10月 集英社文庫版刊行。
- 2004年10月 光文社文庫版刊行。